# Gmina Łososina Dolna
Die Gmina Łososina Dolna ist eine Landgemeinde im Powiat Nowosądecki der Woiwodschaft Kleinpolen in Polen. Ihr Sitz ist das gleichnamige Dorf mit etwa 3400 Einwohnern.

## Gliederung
Zur Landgemeinde (gmina wiejska) Łososina Dolna gehören folgende fünf Dörfer mit einem Schulzenamt:
Białawoda
Bilsko
Łęki
Łososina Dolna
Łyczanka
Michalczowa
Rąbkowa
Skrzętla-Rojówka
Stańkowa
Świdnik
Tabaszowa
Tęgoborze
Witowice Dolne
Witowice Górne
Wronowice
Zawadka
Znamirowice
Żbikowice